# Ptychadena christyi
Ptychadena christyi es una especie  de anfibios de la familia Ranidae.

## Distribución geográfica
Se encuentra en la República Democrática del Congo y Uganda.  

## Estado de conservación
Se encuentra amenazada de extinción por la pérdida de su hábitat natural.